# Pioniermaschine MDK-3

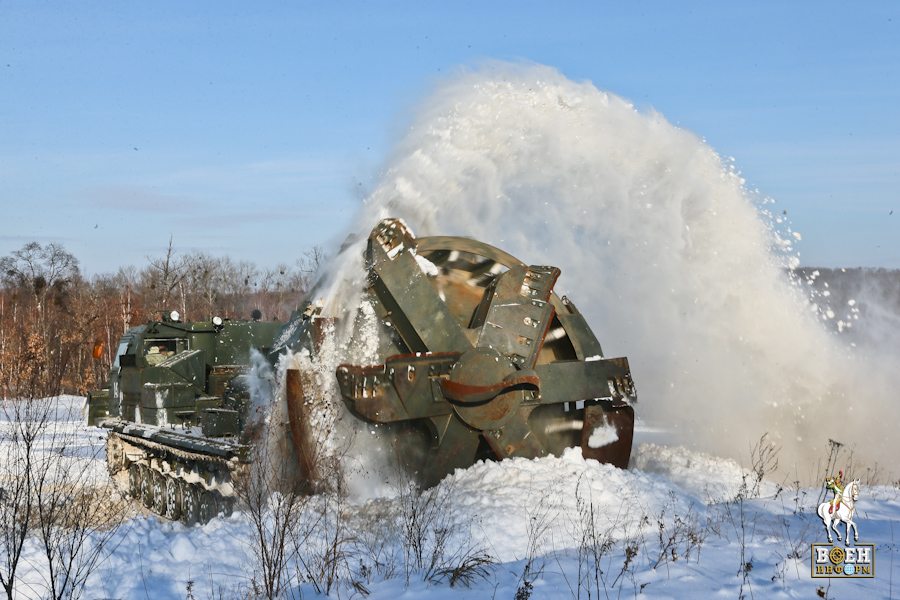
Erdfräse im Einsatz

Die Pioniermaschine MDK-3 (russisch Машина дорожная котлованная МДК-3 Maschina doroschnaja kotlowannaja MDK-3 – auf Deutsch: Straßengrabenmaschine MDK-3), auch als MDK-3-Erdfräse bezeichnet, ist ein in der Sowjetunion entwickeltes geländegängiges, ungepanzertes, nicht schwimmfähiges Gleiskettenfahrzeug, das als Pioniermaschine bzw. als Erdfräse auf dem Fahrwerk des MT-T in den 1980er-Jahren entwickelt wurde. Intern wurde das Fahrzeug auch als Erzeugnis 453 (изделие 453) bezeichnet. MDK-3 ist der Nachfolger von der Pioniermaschine MDK-2M. Der MDK-3 ist bei den russischen und ukrainischen Streitkräften im Einsatz. Der Zusammenbruch der UdSSR im Jahr 1991 führte dazu, dass nur eine kleine Anzahl von MDK-3 gebaut wurden.

## Technik
Die MDK-3 wurde von 1976 bis 1991 produziert. Die MDK-3 wurde wie die Vorgängermaschine MDK-2M zum raschen Ausheben großer Deckungen und zum Ziehen von Panzergräben entwickelt. Die MDK-3 ist etwa doppelt so leistungsfähig wie der ältere MDK-2. Die auf dem Fahrzeugheck gelagerte Erdfräse wird für den Fräsvorgang hydraulisch nach hinten abgesenkt. Der 12-Zylinder-Dieselmotor W-46-4, eine leistungsreduzierte Variante des Dieselmotors W-2 mit 710 PS bei 38,88 Liter Hubraum, ist unmittelbar hinter dem Führerhaus eingebaut, in dem maximal fünf Personen Platz finden. Zum Schutz der Besatzung hat es eine ABC-Schutz- und Belüftungsanlage, wodurch die Durchhaltefähigkeit in mit ABC-Kampfmitteln kontaminierten Gebieten sichergestellt werden soll.
Das Fahrwerk besteht im Wesentlichen aus sieben Laufrollenpaaren mit Torsionsstabfederung.
Das Ausheben von Gräben des MDK-3 erfolgen in Rückwärtsfahrt. Je nach Bodenbeschaffenheit beträgt die Fräsleistung pro Stunde durchschnittlich 50 bis 100 Meter. Pro Durchgang kann eine Aushubtiefe von 1,75 Metern erreicht werden, die Maximaltiefe beträgt 3,5 Meter, sodass ein sicherer Auswurf des Lockermaterials möglich ist. Die Grabenbreite beträgt 3,5 Meter. Bei optimaler Bodenbeschaffenheit kann in einem Arbeitsgang eine Tiefe von etwa zwei Metern bei 3,50 Meter Grubenbreite erreicht werden. Die Arbeitsleistung beläuft sich dabei auf fast 200 Meter pro Stunde. Maximal 800 m³ Material sollen somit pro Stunde ausgegraben werden können.
Das Fahrzeug ist zusätzlich mit einem Räumschild an der Vorderseite ausgestattet, der für das Zuschütten von Gräben und Vertiefungen genutzt werden kann, aber auch dazu verwendet wird, gefrorenen Oberboden von bis zu 75 cm zu entfernen.

## Einsatz Ukraine
Im März 2024 wurde bekannt, dass die Ukraine dringend MDK-3 benötigt um Defensivstellungen, genauer um Panzersperren und Schützengräben, anzulegen. Die Ukraine verfügt nur über wenige MDK-3. Die Ukraine hat zwar sieben Pionierpanzer Dachs die Deutschland und Dänemark lieferten und aus Norwegen zudem zwei ähnliche Fahrzeuge. Diese Pionierfahrzeuge arbeiten aber deutlich langsamer als der MDK-3.